# Conocephalus algerinorum
Conocephalus algerinorum är en insektsart som beskrevs av Massa 1999. Conocephalus algerinorum ingår i släktet Conocephalus och familjen vårtbitare. Inga underarter finns listade i Catalogue of Life.